# Bertram Engel
Bertram Engel (bürgerlich Bertram Lutz Wilhelm Passmann; * 27. November 1957 in Burgsteinfurt) ist ein deutscher Schlagzeuger, Sänger, Komponist und Musikproduzent.

## Biografie
Engel begann im Alter von sieben Jahren Klavier zu spielen. Nach der mittleren Reife besuchte er die Musikhochschule in Münster. Dort war Schlagzeug sein Hauptfach.
Mit seinem acht Jahre älteren Bruder Thomas veröffentlichte er in der zweiten Hälfte der 1970er-Jahre unter dem Namen Gebrüder Engel einige Alben. Auf den Namen kamen sie, da sie beide blonde Locken hatten. Den Namen hat Bertram dann als Künstlernamen behalten. Zu dieser Zeit lernte er Udo Lindenberg kennen. Dieser engagierte ihn als Schlagzeuger seines Panikorchesters. Darüber hinaus ist er seit über vier Jahrzehnten als Schlagzeuger für Peter Maffay tätig. Zudem spielte er im Laufe seiner Karriere unter anderem mit Bruce Springsteen, Robert Palmer, Joe Cocker und Eric Burdon.
Bertram Engel ist seit 2008 verheiratet mit Petra Passmann und betreibt mit ihr zusammen die Engelart Galerien in Seefeld/Tirol. Im September 2024 veröffentlichte Engel seine Autobiografie Mit alten Männern spiel’ ich nicht.

## Diskografie

### Vor 1980
- Jackboot - LP: Angel - Jupiter Records 1975
- Gebrüder Engel - LP: Gebrüder Engel - EMI Electrola 1975
- Das Waldemar Wunderbar Syndikat - LP: I make you feel good - Telefunken 1976
- Udo Lindenberg - LP: Sister King Kong - Telefunken 1976
- Various - LP: Der Führer - The Rock Opera - EMI 1977
- Peter Maffay - LP: Dein Gesicht - Telefunken 1977
- Udo Lindenberg - LP: Panische Nächte - Telefunken 1977
- Jutta Weinhold - LP: Coming - NOVA 1977
- Ulla Meinecke - LP: Von toten Tigern und nassen Katzen - Telefunken 1977
- Helmut Bergmann - LP: Casablanca - EMI Electrola 1977
- Peter Maffay - LP: Live - Telefunken 1977
- Udo Lindenberg - LP: Rock Revue - Telefunken 1978
- Gebrüder Engel - LP: Skandal - Sky Records 1978
- Pamela Stanley - LP: This is hot - EMI Electrola 1978
- Udo Lindenberg - LP: Dröhnland Symphonie - Telefunken 1979
- Udo Lindenberg - LP: Livehaftig - Telefunken 1979
- Peter Maffay - LP: Steppenwolf - Telefunken 1979
- Gebrüder Engel - LP: Magengesicht - EMI Musikant 1979
- Marius Müller-Westernhagen - LP: Sekt oder Selters - WEA 1979
- Ulla Meinecke - LP: Meinecke Fuchs - Telefunken 1979
- Udo Lindenberg - LP: Der Detektiv - Rock Revue 2 - Telefunken 1979

### 1980–1985
- Peter Maffay - LP: Revanche - Teldec 1980
- Udo Lindenberg - LP: Panische Zeiten - Teldec 1980
- Eric Burdon's Fire Department - LP: Last Drive - Ariola 1980
- Peter Backhausen - LP: Planet Show - Sky Records 1980
- Johnny Tame - LP: Indistinct Horizon - Ariola 1980
- Gillian Scalici - LP: Hell, I want more - MMM 1980
- Average Businessmen - LP: Average Businessmen - Metronome 1981
- Johnny Tame - LP: Untamed - Ariola 1981
- Udo Lindenberg - LP: Udopia - Teldec 1981
- Peter Maffay - LP: Ich will leben - Teldec 1982
- Peter Maffay - LP: Live 1982 - Teldec 1982
- Peter Maffay - VHS: Live Bad Segeberg - Music House 1982
- Udo Lindenberg - LP: Intensivstationen - Teldec 1982
- Udo Lindenberg - LP: Keule - Teldec 1982
- Johnny Tame & Peter Maffay - LP: Tame & Maffay 2 - Teldec 1982
- Udo Lindenberg - LP: Lindstärke 10 - Polydor 1983
- Peter Maffay - LP: Tabaluga oder die Reise zur Vernunft - Teldec 1983
- Volker Lechtenbrink - LP: Der ganze Lechtenbrink - Bear Family 1983
- Peter Maffay - LP: Carambolage - Teldec 1984
- Udo Lindenberg - LP: Götterhämmerung - Polydor 1984
- The Raiders of the last Corvette - Single: My way home - EMI 1984
- Peter Maffay - Video: Deutschland 1984 - Warner Music 1984
- The Raiders - Single: Touch me - CBS 1985
- Udo Lindenberg - LP: Radio Eriwahn präsentiert Udo Lindenberg + Panikorchester - Polydor 1985
- Tony Carey - LP: Blue Highway - MCA 1985
- Elephant - LP: Just Tonight - WEA 1985
- Peter Maffay - LP: Sonne in der Nacht - Teldec 1985
- Peter Maffay - Video: Sonne in der Nacht - Teldec/WEA 1985

### 1986–1990
- The Pretty Things - LP: Out of the island - InAk 1986
- Peter Maffay - LP: Tabaluga und das leuchtende Schweigen - Teldec 1986
- Chris Thompson - LP: Tabaluga and the magic jadestone - Teldec 1986
- various artists - LP: Rock gegen Atom - Polydor 1986
- Frank Duval - LP: Bitte laßt die Blumen leben (OST) - Teldec 1986
- Peter Maffay - Video: Live in Berlin - WEA 1987
- Udo Lindenberg - LP: Feuerland - Deutsche Grammophon 1987
- Gebrüder Engel - LP: Watt ne Welt live - Jovel Records 1987
- Tony Carey - LP: Bedtime Story - Teldec 1987
- Milva - LP: Unterwegs nach morgen - Metronome 1987
- Joshua - LP: Intense Defense - BMG/RCA 1988
- Peter Maffay - LP: Lange Schatten - Teldec 1988
- Peter Maffay - LP: Live Lange Schatten - Teldec 1988
- Peter Maffay - Video: Lange Schatten Tour - BMG Ariola 1988
- Mark Aubin - LP: Restless heart - Cult Records/Bellaphon 1988
- Peter Maffay - LP: Kein Weg zu weit - Teldec 1989
- Peter Maffay - Video: Kein Weg zu weit - WEA 1989
- Axel Schulz - LP: Ich laß erst den Fluß vorbei - Kauz Inpetendend 1989
- Hannes Wader - LP: Nach Hamburg - Mercury (Universal) 1989
- Electric Blues Duo - LP: Make mine a double - BMG Ariola 1989
- Boysvoice - LP: Boysvoice - AOR 1990
- New Legend - LP: New Legend - BMG 1990
- Kim Carnes - LP: To love somebody - BMG 1990
- Kalkowski - LP: Sturm - BMG 1990

### 1991–1995
- Peter Maffay - CD: 38317 - Teldec 1991
- Peter Maffay - Video: 38317 - Das Club Concert - eastwest 1991
- Burkhard Brozat - CD: Kopf hoch - EMI Electrola 1991
- New Legend - CD: Deep Colors Bleed - BMG 1991
- Ina Morgan - CD: Alles easy - eastwest 1991
- Peter Maffay - CD: Freunde + Propheten - Teldec 1992
- Dr. Foster - CD: Pro-Motion - 1992
- Anne Haigis - CD: Cry Wolf - BMG Ariola 1992
- Stephan Remmler - CD: Vamos - Phonogram 1993
- Peter Maffay - CD: Tabaluga und Lilli - BMG Ariola 1993
- DeAngelo - CD: Verfluchte Zeiten - WEA 1993
- Peter Maffay - CD: Der Weg - BMG Ariola 1993
- Peter Maffay - Video: Der Weg - Warner Music 1993
- Various - CD: JFK - The Rock Opera - Jovel 1993
- Veronika Fischer - CD: Was ist dabei - BMG 1993
- Peter Maffay - CD: Tabaluga und Lilli live - BMG Ariola 1994
- Peter Maffay - Video: Tabaluga und Lilli live - BMG Ariola 1994
- Peter Maffay - Video: The making of Tabaluga und Lilli - BMG Ariola 1994
- Stephan Remmler und die Steher - CD: Hüh - Phonogram 1994
- Yah-Yah - CD: machen! - BMG Ariola 1994
- Robert Palmer - CD: The very best of - EMI 1995
- Wolfgang Niedecken - CD: Leopardenfell - EMI 1995

### 1996–2000
- Peter Maffay - CD: Sechsundneunzig - BMG 1996
- Peter Maffay - CD: 96 live - BMG 1996
- Peter Maffay - Video: 96 live - BMG 1996
- Peter Maffay - Video: 96 - Das Club Concert - BMG 1996
- Stephan Remmler - CD: Amnesia - MCA 1996
- Udo Lindenberg - CD: Panikorchester live 96 - Polydor 1996
- Jimmy Barnes - CD: Hits - Australia 1996
- Uli Leicht Band - CD: Sag ich will - Jovel Records 1996
- various artists - CD: Play it! Vol.1 - PolyGram 1997
- Peter Maffay - CD: Begegnungen - BMG 1998
- Peter Maffay - Video: Begegnungen - BMG 1998
- Peter Maffay - CD: Wenn eine Idee lebendig wird - BMG 1998
- Yothu Yindi - CD: One blood - Australia 1998
- Robert Palmer - CD: Rhythm & Blues - Eagle Records 1999
- Udo Lindenberg - CD: Seid willkommen in Berlin - Sony 1999
- various artists - CD: Pop 2000 - EMI 1999
- Johnny Tame - CD: Johnny Tame - InAk 1999
- Peter Maffay - CD: X - BMG 2000
- Udo Lindenberg - CD: Ich schwöre! - Sony 2000
- Martin Pfeiffer - CD: el.friede - Bäng!
- Frank Diez - CD: Stranded on fantasy island - InAk 2000

### 2001–2005
- Peter Maffay - CD: Heute vor 30 Jahren - BMG 2001
- Peter Maffay - DVD: Heute vor 30 Jahren live - BMG 2001
- Lucyfire - CD: This dollar saved my life at Whitehorse - SPV 2001
- Carl Carlton and the Songdogs - CD: Revolution Avenue - EMI 2001
- various artists - CD: Play it! - Echt - PolyGram 2002
- Peter Maffay - CD: Tabaluga und das verschenkte Glück - BMG 2002
- Cris Juanico i Josep Carreras - CD: Tabaluga viatja buscant el seny - BMG 2002
- Moses Mo - CD: Cartoon You - Hed Rhythm Records 2002
- Peter Maffay & Kader Kesek - Maxi-CD: Schweine Ragga - BMG 2003
- Peter Maffay - DVD: Tabaluga und das verschenkte Glück live - BMG 2003
- Peter Maffay - DVD: Rückblicke '84-'91 - Warner Vision 2003
- Carl Carlton and the Songdogs - CD: Love & Respect - SPV 2003
- Silver - CD: Intruder - Point Music 2003
- Udo Lindenberg - CD: Panik Präsident - BMG 2003
- Orange Blue - Promo Maxi-CD: You took me there (Hein Gas Winterzauber) - 2003
- Bruce Springsteen - DVD: The video anthology - Sony 2003
- Peter Maffay - DVD: Live 84 - Warner Vision 2004
- Peter Maffay - DVD: Live 87 - Warner Vision 2004
- Carl Carlton and the Songdogs - CD: CaHoots and Roots - SPV 2004
- Casanova - CD: All beauty must die - Escape Music/Soulfood 2004

### 2006–heute
- Peter Maffay - CD: Laut & leise - BMG 2005
- Udo Lindenberg - 2DVD: 30 Jahre Udo Lindenberg & das Panikorchester (live) - ARD 2005
- Oni Logan - CD: Stranger in a foreign land - pre-release 2005
- Pascal Kravetz - Maxi-CD: Unser Lied - King Sparko Records 2005
- Udo Lindenberg - DVD: Panische Zeiten - Turbine Medien/Alive 2005
- Peter Maffay - DVD: Laut und leise - Live - Sony BMG 2006
- Peter Maffay - CD / DVD: Begegnungen – Eine Allianz für Kinder - Sony BMG 2006
- Peter Maffay - CD: Ewig - Sony BMG 2008
- Udo Lindenberg - CD+DVD: Stark wie Zwei - Warner 2008
- Peter Maffay - CD+DVD/BluRay: Tattoos - Live - Sony Music Entertainment 2010
- Peter Maffay - CD: Tabaluga und die Zeichen der Zeit-Sony Music Entertainment 2012
- Udo Lindenberg - DVD+CD: Ich mach mein Ding live-Die Show - Warner 2012
- Peter Maffay - CD: Wenn das so ist - Sony Music 2014
- Peter Maffay - Download+CD: Wenn das so ist/Live - Sony Music 2015
- Peter Maffay - DVD: Niemals war es besser Live Arena Tour - Sony Music 2015
- Peter Maffay - CD: Tabaluga: Es lebe die Freundschaft - Sony Music 2015
- Udo Lindenberg - CD: Stärker als die Zeit - Warner 2016
- Udo Lindenberg - CD+DVD: Stärker als die Zeit live - Warner 2017
- Peter Maffay - CD+DVD: Tabaluga: Es lebe die Freundschaft live! - Sony Music 2017
- New Legend - CD+Download: New Legend / Re-Issue  - Breeze Music 2017
- New Legend - CD+Download: Deep Colors Bleed / Re-Issue - Breeze Music 2017
- New Legend with Robert Hart - CD+Download: Dangerous Mission (The 3rd lost album) - Breeze Music 2017
- Peter Maffay - CD+DVD: MTV Unplugged 2017
- Peter Maffay - CD: Jetzt! 2019